# Verzeichnis
Ein Verzeichnis oder Register, auch Katalog, Ordner oder Auflistung, in Österreich (besonders amtlich) Evidenz genannt, ist eine listenförmig darstellbare Anordnung von Informationen nach bestimmten Merkmalen.
Auf Computern wird die oberste Ebene des Dateisystems auch als Stamm- oder Wurzelverzeichnis bezeichnet. Auf Hierarchischen Dateisystemen bildet sich aus der Menge an Verzeichnissen – dort auch Unterverzeichnis genannt – eine Verzeichnisstruktur. Es ist eine der Kernaufgaben eines Betriebssystems, den Zugriff auf Dateien und Verzeichnisse zu regeln.

## Wortherkunft
Katalog kommt vom altgriechischen Substantiv κατάλογος katálogos ‚Verzeichnis‘, ‚Liste‘, im weiteren Sinne der ‚Faktendarstellung‘ bzw. dem altgriechischen Verb καταλέγειν katalégein ‚aufzählen‘, ‚in eine Liste eintragen‘, und erweitert sich aufgrund der Versdarstellung, die auch in Prosatexte eingeschoben sein kann, allgemein auf die Liste und weiter auf Verzeichnisse im Allgemeinen.
Register steht in der neulateinischen Rechts- und Wirtschaftssprache zu registrare ‚Bestand aufnehmen‘ aus lateinisch regesta zu regerere ‚eintragen‘.
Im Mittelalter wurden Schriftrollen aus Pergament vor allem noch für Verzeichnisse in der Verwaltung verwendet. Hierfür werden auch die Bezeichnung Rotulus (lateinisch) sowie die davon abstammenden deutschen Bezeichnungen „Rodel“ und „Rödel“ verwendet (auch das Wort „Rolle“ stammt von lateinisch rotulus und rotula ab). Vereinzelt gab es Rotuli aus Papier (beispielsweise einen Papier-Rotulus über die Prozessauslagen des Stiftes Essen 1353–1355).

## Grundlagen
Typische einfache Verzeichnisse in schriftlicher Form sind alphabetische geordnete oder hierarchisch aufgebaute Listen. In der elektronischen Datenverarbeitung dienen Verzeichnisse der logischen Strukturierung. So ist ein Verzeichnis (oder Ordner) Teil der Verzeichnisstruktur eines Dateisystems.

## Ordner
Die Worte Ordner und Verzeichnisse haben leicht unterschiedliche Bedeutungen, obwohl sie oft für die gleiche Sache verwendet werden. Wenn man einen „Behälter für Dokumente“ meint, ist der Begriff Ordner besser geeignet. Der Begriff Verzeichnis bezieht sich auf eine strukturierte Liste von Dokumenten, Dateien und Ordnern auf dem Computer. Ein Verzeichnis ist mit einem Telefonbuch vergleichbar, das Namen, Telefonnummern und Adressen enthält, aber nicht die eigentlichen Häuser selbst.

## Beispiele
- Ausstellungskatalog

- Bibliothekskatalog
- Fragenkatalog, Verzeichnis von zu einem Thema relevanten Fragen für empirische Sozialstudien
- Handelsregister
- Inhaltsverzeichnis
- Kataster
- Literaturverzeichnis
- Personenregister
- Kirchenbuch
- Sachregister
- Schiffsregister
- Schriftgutverzeichnis (siehe Schriftgutkatalog)
- Sternkatalog
- Stichwortverzeichnis, Index, Register (Nachschlagewerk)
- Telefonverzeichnisse als Telefonbuch, Adressverzeichnisse
- Tonträgerverzeichnis (siehe Tonträgerkatalog)
- Webkatalog, Webverzeichnis, eine Sammlung von Webseiten

Das Prinzip des Registers kann zu komplexen Strukturen verbunden sein. Das Grundprinzip sind dann mehrdimensional verknüpfte Listen, die komplexe Verzeichnisse ergeben. Diese wären in Papierform nicht mehr, oder nur mit immensem Aufwand, darstellbar.
- Datenbank
- Informationssystem